# Harold Pinter
Harold Pinter (10 de octubre de 1930 - 24 de diciembre de 2008) fue un dramaturgo, guionista, poeta, actor, director y activista político inglés, ganador del Premio Nobel de Literatura en 2005. Su carrera como escritor se extendió durante más de cincuenta años y fue uno de los dramaturgos modernos británicos más influyentes.
Sus obras más conocidas incluyen La fiesta de cumpleaños (1957), Retorno al hogar (1964) y Traición (1978), cada una de las cuales fue adaptada para cine y televisión. Sus adaptaciones de guiones de las obras de otros autores incluyen El sirviente (1963), El mensajero (1970), La mujer del teniente francés (1981), El juicio (1993) y La huella (2007). También dirigió y actuó en la radio, el teatro y la televisión, así como en producciones de cine propias y ajenas.
Pinter nació y se crio en Hackney, Londres, y estudió en Hackney Downs School. Era un atleta y buen jugador de cricket, actuó en obras de teatro escolares, y escribió poesía. Asistió a la Academia Real de Arte Dramático, sin finalizar el curso. Como objetor de conciencia fue multado por negarse de cumplir el servicio militar. Posteriormente, continuó su formación en la Central School of Speech and Drama y trabajó en teatro de repertorio en Irlanda e Inglaterra. En 1956 se casó con la actriz Vivien Merchant y tuvo un hijo, Daniel, que nació en 1958. Se separó de Merchant en 1975 y se casó con la escritora Antonia Fraser en 1980.
Su carrera como dramaturgo comenzó con la producción de La habitación en 1957. Su segunda obra de teatro, La fiesta de cumpleaños, fue inicialmente un fracaso, a pesar de las críticas favorables en el Sunday Times. Los críticos describieron sus primeras obras como «comedia de amenaza». Obras de teatro posteriores, tales como Tierra de nadie (1975) y Traición (1978) fueron caracterizadas como «teatro de memoria». Como actor apareció a menudo en las producciones para radio, televisión y cine de sus propias obras. También actuó en un número de obras de otros escritores. Dirigió cerca de cincuenta producciones de teatro, televisión y cine, y recibió más de cincuenta premios, galardones y otros honores, entre ellos el Premio Nobel de Literatura en 2005 y la Légion d'honneur francesa en 2007.
Fue diagnosticado con cáncer de esófago en diciembre de 2001. A pesar de su frágil salud, siguió actuando en el escenario y la pantalla, e interpretó por último La última cinta de Krapp de Samuel Beckett, para el quincuagésimo aniversario de la temporada del Royal Court Theatre, en octubre de 2006. Murió de cáncer de hígado el 24 de diciembre de 2008.

## Biografía

### Juventud y educación
Pinter nació el 10 de octubre de 1930 en Hackney, en el este de Londres, como el único hijo de padres de clase media baja ingleses, de ascendencia judía de Europa Oriental: su padre, Jack Pinter (1902-1997) era sastre de señoras; su madre, Frances (nacida Moskowitz, 1904-1992), una ama de casa. Pinter creyó la historia errónea de una tía que afirmó que la familia era sefardí y que había huido de la inquisición española; así, en sus primeros poemas, Pinter utilizó el seudónimo Pinta y a veces variaciones, tales como da Pinto. Una investigación posterior realizada por Antonia Fraser, su segunda esposa, reveló que esta leyenda era apócrifa: tres de los abuelos de Pinter procedían de Polonia y el cuarto de Odesa, por lo que la familia era askenazí.
La casa de la familia de Pinter en Londres fue descrita por su biógrafo oficial, Michael Billington, como «una casa sólida de tres pisos de ladrillo rojo, a poca distancia del ruidoso y bullicioso tráfico de Lower Clapton Road». En 1940 y 1941, después del Blitz, Pinter fue evacuado de su casa en Londres para Cornwall y Reading. Billington afirma que la «intensidad de vida y muerte de la experiencia cotidiana» antes y durante el Blitz dejó Pinter con profundos recuerdos «de soledad, desconcierto, separación y pérdida: temas que se encuentran en todas sus obras».
Entre 1944 y 1948 Pinter descubrió su potencial social como estudiante en Hackney Downs School, un grammar school en Londres. «En parte por la escuela y en parte a través de la vida social del Club de Hackney Boys... formó una creencia casi sacerdotal en el poder de la amistad masculina. Los amigos que hizo en aquellos días —especialmente Henry Woolf, Michael (Mick) Goldstein y Morris (Moishe) Wernick— siempre fueron una parte vital de la textura emocional de su vida». Una influencia importante fue su inspirador profesor de inglés, Joseph Brearley, que lo dirigió en obras de teatro escolares y con quien tuvo largas caminatas, hablando de literatura. Según Billington, bajo la instrucción de Brearley «Pinter brilló en inglés, escribió para la revista de la escuela y descubrió su talento para actuar». En 1947 y 1948, interpretó el papel de Romeo y Macbeth en producciones dirigidas por Brearley.
A la edad de 12 años, Pinter empezó a escribir poesía; en la primavera de 1947, su poesía fue publicada por primera vez en la revista de la escuela Hackney Downs. En 1950, su poesía fue publicada por primera vez fuera de la revista de la escuela en Poetry London, algunos bajo el seudónimo de «Harold Pinta».

### Deporte y amistad
Disfrutó de correr y rompió el récord de la carrera de velocidad de Hackney Downs School.
Era un aficionado de críquet, hasta el punto de llevar su bate cuando fueron evacuados durante el Blitz. En 1971 dijo a Mel Gussow: «una de las principales obsesiones de mi vida es el juego de cricket —lo juego, veo y leo sobre ello todo el tiempo». Fue presidente del Club de Cricket Gaieties, partidario del Yorkshire County Cricket Club, y dedicó una sección de su sitio web oficial a este deporte. Una de las paredes de su estudio estaba dominada por un retrato de sí mismo como joven jugando al cricket, como fue descrito por Sarah Lyall, escribiendo en The New York Times: «El Sr. Pinter pintado, a punto de batear con su bate, tiene un brillo malicioso en los ojos; la testosterona casi escapa del lienzo». Pinter aprobó la «idea urbana y exigente del cricket como un audaz teatro de agresión». Después de su muerte, varios de sus contemporáneos de escuela recordaron sus logros en el deporte, especialmente el cricket y la carrera. El homenaje conmemorativo de BBC Radio 4 incluyó un ensayo sobre Pinter y el cricket.
Otros intereses que Pinter mencionó a los entrevistadores eran la familia, el amor y el sexo, la bebida, la escritura y la lectura. Según Billington, «Si la noción de lealtad masculina, rivalidad competitiva y el miedo de la traición forman un hilo constante en la obra de Pinter desde The Dwarfs en adelante, sus orígenes se encuentran en sus años de adolescencia en Hackney. Pinter adora las mujeres, goza de coquetear con ellas, venera su fuerza y capacidad de adaptación. Sin embargo, en particular en sus primeras obras, a menudo son vistas como influencias negativas sobre algún ideal platónico y puro de la amistad masculina: uno de los más importantes entre los Edenes perdidos de Pinter».

### Formación teatral temprana y experiencia en el escenario
A partir de finales de 1948, Pinter asistió a la Royal Academy of Dramatic Art durante dos términos, pero como odiaba la escuela, se perdió la mayor parte de sus clases, fingió un ataque de nervios, y se retiró en 1949. En 1948 fue convocado al servicio militar. Se registró como objetor de conciencia, fue llevado a juicio dos veces, y finalmente fue multado por negarse a servir. Tuvo un pequeño papel en la pantomima navideña Dick Whittington and his Cat en el Hippodrome de Chesterfield en 1949-1950. De enero a julio de 1951, asistió a la Central School of Speech and Drama.
De 1951 a 1952 realizó una gira por Irlanda con la compañía de repertorio Anew McMaster, interpretando más de una docena de papeles. En 1952 comenzó a actuar en producciones regionales de repertorio inglés; de 1953 a 1954, trabajó para la compañía Donald Wolfit en el King's Theatre, Hammersmith, realizando ocho papeles. Desde 1954 hasta 1959, Pinter actuó bajo el nombre artístico de David Baron. En total, Pinter realizó más de 20 papeles con ese nombre. Para complementar sus ingresos de actuación, Pinter trabajó como camarero, cartero, portero y limpiador de nieve, mientras, de acuerdo con Mark Batty, «albergaba ambiciones de poeta y escritor». En octubre de 1989 Pinter recordó: «Estaba en rep[ertorio] inglés como actor durante unos 12 años. Mis papeles favoritos eran sin duda los siniestros. Son algo que hincarle el diente». Durante ese período, también realizó papeles ocasionales, en sus obras propias y las de otros, para la radio, la televisión y el cine, como continuó haciendo durante toda su carrera.

### Matrimonios y vida familiar

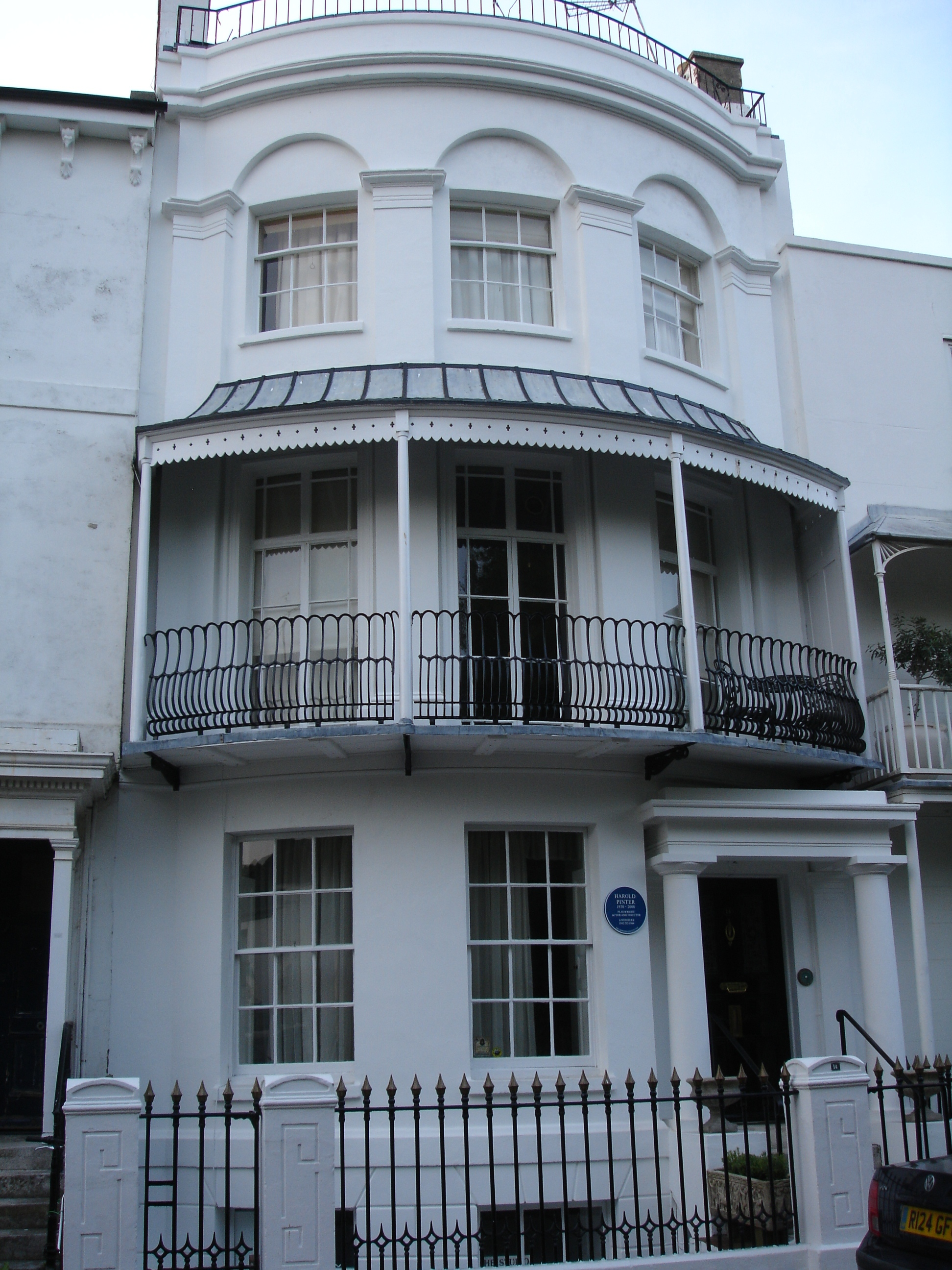
La casa de Pinter en Worthing, 1962-64

Entre 1956 y 1980, estuvo casado con Vivien Merchant, una actriz que conoció durante una gira, conocida por su actuación en la película Alfie de 1966. Tuvieron un hijo, Daniel, que nació en 1958. A lo largo de la década de 1970, Merchant apareció en muchas de las obras de Pinter, incluido Retorno al hogar tanto en la repsentación teatral (1965) como en televisión (1973), pero el matrimonio fue turbulento. Durante siete años, desde 1962 hasta 1969, Pinter mantuvo una relación clandestina con la periodista y presentadora de la BBC-TV Joan Bakewell, que inspiró su obra de teatro Traición de 1978, y también durante ese período y más allá, tuvo un romance con una socialité estadounidense, a quien apodó «Cleopatra». Esta relación no era conocida por su esposa ni por Bakewell. Inicialmente, se pensó que Traición fue una respuesta a su relación posterior con la historiadora Antonia Fraser, la esposa del político Hugh Fraser, así como la desintegración matrimonial de Pinter.
Pinter y Merchant conocieron a Fraser en 1969, cuando los tres trabajaron juntos en un programa sobre María, reina de Escocia en el National Gallery. Varios años después, el 8–9 de enero de 1975, Pinter y Fraser comenzaron una relación amorosa que duró cinco años. Después de mantener oculta la relación a Merchant durante dos meses y medio, Pinter le dijo el 21 de marzo de 1975: «He conocido a alguien». Después de eso, «La vida en Hanover Terrace gradualmente se hizo imposible», y Pinter se mudó de su casa el 28 de abril de 1975, cinco días después del estreno de Tierra de nadie.
A mediados de agosto de 1977, después de que Pinter y Fraser pasaran dos años en distintas viviendas, se mudaron a su antigua casa familiar en Holland Park, donde Pinter comenzó a escribir Traición. A principios de enero de 1978 lo volvió a trabajar, mientras estaba de vacaciones en el Grand Hotel en Eastbourne. Después de que se formalizara el divorcio de Fraser en 1977 y el de Pinter en 1980, la pareja contrajo matrimonio el 27 de noviembre de 1980. Sin embargo, porque Merchant demoró dos semanas en firmar los papeles del divorcio, la recepción de boda tenía que preceder a la ceremonia, originalmente programada para coincidir con la celebración de los cincuenta años de Pinter. Vivien Merchant murió de alcoholismo agudo en octubre de 1982, a la edad de 53 años. Billington escribe que Pinter «hizo todo lo posible para apoyar[la]», y que lamentó que en última instancia se alejó de su hijo, Daniel, después de su separación, el nuevo matrimonio, y la muerte de Merchant.
Daniel, un talentoso músico y escritor solitario, cambió su apellido de Pinter a Brand, el nombre de soltera de su abuela materna, ya antes de que Pinter y Fraser iniciaron una relación amorosa; mientras que, según Fraser, su padre no podía entenderlo, ella afirmó que sí podía: «Pinter es un nombre tan distintivo que debe haberse cansado de que se le preguntase "¿Alguna relación?"» Michael Billington escribió que Pinter consideró el cambio de nombre de su hijo como «una decisión en gran medida pragmática por parte de Daniel, diseñada para mantener a raya a la prensa» Fraser dijo a Billington que Daniel «era muy agradable para mí en un momento en que hubiera sido muy fácil para él haberse vuelto en contra de mí... simplemente porque había sido el único foco del amor de su padre y ahora manifiestamente no lo era». Aún sin conciliar en el momento de la muerte de su padre, Daniel Brand no asistió al funeral de Pinter.
Billington señala que «La ruptura con Vivien y la nueva vida con Antonia iba a tener un efecto profundo en la personalidad de Pinter y su trabajo», aunque añade que Fraser no pretendió haber tenido influencia sobre Pinter o su escritura. En la entrada de su propio diario contemporáneo, de fecha 15 de enero de 1993, Fraser se describió a sí misma más como una comadrona literaria de Pinter. En efecto, dijo a Billington que «otra gente [como Peggy Ashcroft, entre otros] tuvo una influencia en la formación [política] de Pinter» y atribuyó los cambios en sus escritos y opiniones políticas a un cambio de «una vida personal complicada, infeliz... a una vida personal feliz, sin complicaciones», por lo que «una parte de Harold, que siempre había estado allí fue liberada de alguna manera. Creo que se puede verlo en su trabajo después de Tierra de nadie [1975], que fue una obra de teatro muy sombría».
Pinter estaba contento en su segundo matrimonio y disfrutaba de la vida familiar con sus seis hijos adoptivos adultos y diecisiete nietos. Incluso después de luchar contra el cáncer durante varios años, se consideró «un hombre muy afortunado en todos los sentidos». En su entrevista con Pinter de 2007 para The New York Times, Sarah Lyall comenta que «su último trabajo, un folleto delgado titulado "Seis Poemas para A." comprende poemas escritos durante más de treinta y dos años, donde "A", por supuesto, es la dama Antonia. El primero de los poemas fue escrito en París, donde ella y el señor Pinter viajaron poco después de que se conocieron. Más de tres décadas después, los dos son raramente separados, y el Sr. Pinter se vuelve suave, incluso acogedor, cuando habla de su esposa». En esta entrevista Pinter «reconoció que sus obras —llenas de infidelidad, crueldad, inhumanidad, todo eso— parecen en desacuerdo con su felicidad doméstica. "¿Cómo escribir una obra feliz?" dijo "El drama es acerca de los conflictos y niveles de perturbación, desconcierto. Nunca he sido capaz de escribir una obra feliz, pero he sido capaz de disfrutar de una vida feliz"». Después de su muerte, Fraser dijo al diario The Guardian: «Era un gran hombre, y fue un privilegio vivir con él durante más de treinta y tres años. Nunca será olvidado».

### Actividades cívicas y activismo político
De 1948 a 1949, cuando tenía dieciocho años, Pinter se opuso a la política de la Guerra Fría, lo que dio lugar a su decisión de convertirse en objetor de conciencia y de negarse a cumplir el servicio militar en el ejército británico. Sin embargo, dijo a entrevistadores que si en la Segunda Guerra Mundial hubiera tenido la edad, habría luchado contra los nazis. En su entrevista con Lawrence M. Bensky para Paris Review del otoño de 1966, parecía expresar ambivalencia, tanto indiferencia como hostilidad, hacia las estructuras políticas y los políticos.
Sin embargo, fue uno de los primeros miembros de la Campaña para el Desarme Nuclear, y apoyó el movimiento antiapartheid británico (1959-1994), participando en la negativa de los artistas británicos de permitir producciones profesionales de su trabajo en Sudáfrica en 1963 y en campañas semejantes posteriores. En «A Play and Its Politics», una entrevista de 1985 con Nicholas Hern, Pinter describió sus primeras obras retrospectivamente desde la perspectiva de la política del poder y la dinámica de la opresión.
En los últimos veinticinco años de su vida, Pinter centró cada vez más sus ensayos, entrevistas y apariciones públicas directamente en cuestiones políticas. Era oficial de PEN Internacional, y en 1985 viajó con el dramaturgo estadounidense Arthur Miller a Turquía en una misión co-patrocinada por el comité Helsinki Watch para investigar los actos de tortura contra escritores encarcelados, en la cual conoció a las víctimas de la opresión política y sus familias. Las experiencias en Turquía y la represión de la lengua kurda por el gobierno turco, lo inspiraron a escribir la obra de teatro Lenguaje de la montaña en 1988. Era también un miembro activo de la Campaña de Solidaridad con Cuba, una organización que «realizó campañas en el Reino Unido contra el bloqueo de Cuba por los Estados Unidos». En 2001 Pinter se unió al Comité Internacional para la Defensa de Slobodan Milošević (ICDSM), que hizo un llamamiento para un juicio justo y por la libertad de Slobodan Milošević, y firmó un «petición de artistas para Milosevic» en 2004.
Pinter se opuso firmemente a la Guerra del Golfo de 1991, la campaña de bombardeos en Yugoslavia por la OTAN en 1999 durante la Guerra de Kosovo, la Guerra en Afganistán de 2001 y la invasión de Irak de 2003. Entre sus declaraciones políticas provocativas, Pinter llamó al primer ministro británico Tony Blair un «iluso idiota», y comparó la administración del presidente George W. Bush con la de la Alemania nazi. Afirmó que los Estados Unidos «estaban cargando hacia la dominación del mundo, mientras que el público estadounidense y el primer ministro británico asesino de masas se quedaron quietos observando». Fue muy activo en el movimiento antiguerra del Reino Unido, pronunciando discursos en reuniones celebradas por el Stop the War Coalition y a menudo criticaba la agresión norteamericana, por ejemplo cuando, en su discurso de aceptación del premio Wilfred Owen de la Poesía el 18 de marzo de 2007, se preguntó retóricamente: «¿Qué pensaría Wilfred Owen de la invasión de Irak? ¿Un acto de banditismo, un acto de flagrante terrorismo de estado, demostrando el desprecio absoluto por el concepto del derecho internacional?».
Sus declaraciones políticas contundentes, y la concesión del Premio Nobel de la Literatura a Pinter, suscitaron fuertes críticas e incluso, en ocasiones, provocaron burlas y ataques personales. El historiador Geoffrey Alderman, el autor de la historia oficial de Hackney Downs School, expresó su propia «perspectiva judía» de Harold Pinter: «Cualquiera que sea su mérito como escritor, actor y director, en un plano ético me parece que Harold Pinter haya sido intensamente defectuoso, y su brújula moral profundamente fracturada»
El dramaturgo David Edgar, escribiendo en The Guardian, defendió a Pinter contra lo que calificó de «ser reprendido por beligerantes» como Johann Hari, que pensaron que Pinter no «merecía» ganar el Premio Nobel. Posteriormente Pinter continuó oponiéndose contra la guerra de Irak y apoyando otras causas políticas. Tal como lo destaca Alderman por ejemplo, Pinter firmó la declaración de misión de los Judíos por la Justicia para los palestinos en 2005, y el anuncio de una página entera, titulado «What Is Israel Doing? A Call by Jews in Britain», publicado en The Times el 6 de julio de 2006; también era patrocinador del Festival de la Literatura Palestina.

## Carrera

### Como actor
La carrera de actor de Pinter abarcó más de cincuenta años y —a pesar de que a menudo representaba villanos— incluye una amplia gama de papeles en el escenario, la radio, el cine y la televisión. Además de actuar en las adaptaciones de radio y televisión de sus propias obras de teatro y sketches dramáticos, al principio de su carrera como guionista hizo varias apariciones en las películas basadas en sus propios guiones; por ejemplo, como hombre de la sociedad en El sirviente (1963) y como Mr. Bell en Accident (1967), ambas dirigidas por Joseph Losey; y como cliente de librería en su película posterior Turtle Diary (1985), protagonizado por Michael Gambon, Glenda Jackson y Ben Kingsley.
Entre sus papeles notables en producciones de cine y televisión se incluyen el abogado corrupto Saúl Abrahams, frente a Peter O'Toole en Rogue Male (1976) de la BBC; Man Hunt, una nueva versión del cine negro de 1941, lanzado en DVD en 2002; y un periodista irlandés borracho en la película Langrishe, Go Down (protagonizada por Judi Dench y Jeremy Irons) distribuida en BBC Two en 1978 y estrenada en el cine en 2002. Entre las actuaciones en películas posteriores se incluye el criminal Sam Ross en Mojo (1997), una película escrita y dirigida por Jez Butterworth, basada en la obra de teatro del mismo nombre de Butterworth; Sir Thomas Bertram (su papel de cine más importante) en Mansfield Park (1998), un personaje que Pinter describió como «un hombre muy civilizado... un hombre de gran sensibilidad, pero en realidad está sosteniendo y manteniendo un sistema totalmente brutal [el comercio de esclavos] de la que deriva su dinero»; y tío Benny, junto a Pierce Brosnan y Geoffrey Rush, en El sastre de Panamá (2001).  en telefilme, actuó como Mr. Bearing, el padre de la paciente de cáncer de ovario Vivian Bearing, interpretada por Emma Thompson en la película HBO de Mike Nichols basado en Wit (2001), la obra ganadora del premio Pulitzer; y el papel del director, junto a John Gielgud (último papel de Gielgud) y Rebecca Pidgeon en Catastrophe, de Samuel Beckett, dirigida por David Mamet como parte de Beckett On Film (2001).

### Como director
Pinter empezó a dirigir con mayor frecuencia durante la década de 1970, convirtiéndose en director asociado de la Royal National Theatre en 1973. Dirigió cerca de cincuenta producciones de teatro, cine y televisión, tanto propias como las de otros, incluyendo diez producciones de las obras de Simon Gray, resultando en los estrenos de teatro o cine de Butley (teatro 1971, cine 1974), Otherwise Engaged (1975), The Rear Column (teatro, 1978; televisión, 1980), Close of Play (1979), Quartermaine's Terms (1981), Life Support (1997), The Late Middle Classes (1999), y The Old Masters (2004). Varias de estas producciones fueron protagonizadas por Alan Bates (1934-2003), quien realizó los papeles de teatro y cine, no sólo de Butley sino también de Mick en el primer éxito comercial importante de Pinter, El cuidador (teatro, 1960; cine, 1964);  también tenía el papel de Nicolas en One for the Road y el taxista en Estación Victoria. Entre las más de treinta y cinco obras dirigidas por Pinter, se incluye Next of Kin (1974) de John Hopkins; Blithe Spirit (1976) por Noël Coward; The Innocents (1976) por William Archibald; Circe and Bravo (1986) por Donald Freed; Taking Sides (1995), por Ronald Harwood; y Twelve Angry Men (1996), por Reginald Rose.

### Como dramaturgo
Pinter fue el autor de veintinueve obras de teatro y quince sketches dramáticos y el coautor de dos obras de teatro y radio. Es considerado uno de los más influyentes dramaturgos modernos británicos, Junto con el Premio Tony a la mejor obra de 1967 para Regreso al hogar y varios otros premios y nominaciones estadounidenses, él y sus obras recibieron muchos premios en el Reino Unido y en otros países. Su estilo entró en el idioma inglés como un adjetivo, «Pinteresque» («pinteresco»), aunque a Pinter no le gustaba el término que lo pareció sin sentido.

#### «Comedias de amenaza» (1957–1968)

##### La habitaciónyLa fiesta de cumpleaños(1957)
La primera obra de teatro de Pinter, La habitación, escrita e interpretada por primera vez en 1957, fue una producción estudiantil de la Universidad de Bristol, dirigida por su buen amigo, el actor Henry Woolf, que también interpretó el papel del señor Kidd (lo que repitió en 2001 y 2007). Cuando Pinter mencionó que tenía una idea para una obra de teatro, Woolf le pidió que la escribiera para que pudiera dirigirla para cumplir uno de los requisitos para su trabajo de posgrado. Pinter la escribió en tres días. Billington describió la producción como «un debut asombrosamente confiado que atrajo la atención de un productor joven, Michael Codron, quien decidió presentar la siguiente obra de teatro de Pinter, La fiesta de cumpleaños, en el teatro Lyric Hammersmith en 1958».
La segunda obra de Pinter, La fiesta de cumpleaños, escrita en 1957 y producida en 1958, fue inicialmente un desastre comercial y mal recibido por la crítica, a pesar de la recepción favorable de Harold Hobson, el influyente crítico de teatro del The Sunday Times, la cual apareció sólo después del cierre de la producción que no podía ser reanudada. Los relatos críticos a menudo citan a Hobson:

Soy muy consciente de que la obra de Pinter recibió muy malas notas el pasado martes por la mañana. En el momento en que escribo estas [palabras] aún no se sabe si la obra seguirá siendo realizada al momento en que aparecen, aunque es probable que pronto será realizada en otros sitios. Deliberadamente, estoy dispuesto a arriesgar todo lo que tengo de reputación como juez de obras de teatro diciendo que La fiesta de cumpleaños no es de cuarta, ni siquiera de segunda, sino de primera [clase]; y que Pinter, ante la evidencia de su obra, posee el talento más original, perturbador y captivante en el mundo teatral de Londres... A pesar de sus experiencias de la semana pasada, se escuchará más del señor Pinter y de La fiesta de cumpleaños. Tome nota de sus nombres.

Por lo general los críticos posteriores, incluso el mismo Pinter, acreditan Hobson de haber apoyado, e incluso rescatado, la carrera de Pinter.
En una crítica publicada en 1958, tomando prestado el subtítulo de The Lunatic View: A Comedy of Menace, una obra de teatro de David Campton, el crítico Irving Wardle caracterizó las primeras obras de teatro de Pinter como «comedia de amenaza» —una etiqueta que se aplicó repetidamente a su obra. En estas obras se parte usualmente de una situación aparentemente inocente, que se convierte en «absurda» y amenazante debido a la conducta peculiar de algún personaje que resulta incomprensible para el público, y en ocasiones para el resto de los personajes. Pinter reconoce la influencia de Samuel Beckett, sobre todo en sus primeras obras; se hicieron amigos, e intercambiaron los borradores de sus obras en desarrollo para recibir comentarios.

##### El invernadero(1958/1980),El montaplatos(1959),El cuidador(1959), y otras obras tempranas
Pinter escribió El invernadero (The Hothouse) en 1958, dejándolo de lado por más de 20 años. A continuación escribió El montaplatos (The Dumb Waiter, 1959), que se estrenó en Alemania, y que fue realizado en 1960 junto a La habitación en el Hampstead Theatre Club en Londres. La obra no fue realizada frecuentemente hasta la década de 1980, y con mayor frecuencia a partir de 2000, incluyendo la producción de 2007 en los Trafalgar Studios del West End Theatre. La primera producción de El cuidador, que tuvo lugar en 1960 en el Arts Theatre Club de Londres, estableció la reputación de Pinter como dramaturgo. La obra fue transferida al Duchess Theatre en mayo de 1960 y tuvo 444 representaciones, y recibió el premio Evening Standard para la mejor obra de teatro de 1960. Su obra Una noche de juerga (A Night Out) obtuvo grandes audiencias en la radio y televisión y contribuyó, junto con sus sketches de revista muy populares, a aumentar la atención pública. En 1964, La fiesta de cumpleaños fue nuevamente producida, tanto en la televisión (con el propio Pinter en el papel de Goldberg) como en el escenario (dirigido por Pinter en el Aldwych Theatre), y fue bien recibida.
Cuando en 1967 la producción de Retorno al hogar (The Homecoming, 1964), dirigida por Peter Hall, llegó en Broadway, Pinter ya se había convertido en un dramaturgo célebre, y la obra obtuvo, entre otros, cuatro Premios Tony. En esta época, Pinter también escribió Un ligero malestar (A Slight Ache), una obra de teatro radiofónico emitida por primera vez por BBC Third Programme en 1959, y luego adaptada para el escenario y representada en el Arts Theatre Club en 1961. También en 1960 se transmitió Una noche de juerga a una gran audiencia en el programa de televisión Armchair Theatre de ABC, después de haber sido transmitida por la BBC Radio 3. La obra Escuela nocturna (Night School) apareció por primera vez en televisión en Associated Rediffusion en 1960. La colección The Collection se estrenó en el Aldwych Theatre en 1962, y Los enanos (The Dwarfs), una adaptación de la entonces inédita novela de Pinter con el mismo título, fue transmitida por primera vez en la radio en 1960, luego adaptada para el escenario (también en el Arts Theatre Club) en un programa doble con El amante, que luego fue televisado por Rediffusion Associated en 1963; y Tea Party, una obra de teatro que Pinter desarrolló a partir de su cuento de 1963, que fue transmitida por primera vez por la BBC en 1965.
Escribió un guion, titulado The Basement (1966), para una trilogía de películas con contribuciones de Samuel Beckett, Eugène Ionesco, y Pinter, de los cuales sólo se realizó la película de Beckett, titulada Film. Luego convirtió su guion en una obra de teatro, también titulada The Basement, que fue producida en 1968 en BBC 2, y en el escenario.

#### «Teatro de memoria» (1968–1982)
Desde finales de 1960 hasta principios de 1980, Pinter escribió una serie de obras de teatro y sketches que exploran ambigüedades complejas, misterios elegíacos, caprichos cómicos, y otras características «resbaladizas» de la memoria, obras a las cuales los críticos a veces se referían como «Teatro de memoria». Incluyen Paisaje (Landscape, 1968), Silencio (Silence, 1969), Night (1969), Viejos tiempos (Old Times, 1971), Tierra de nadie (No Man's Land, 1975), The Proust Screenplay (1977), Traición (Betrayal, 1978), Voces de la familia (Family Voices, 1981), Estación Victoria (Victoria Station, 1982), y Una especie de Alaska (A Kind of Alaska, 1982). Algunas de las obras posteriores de Pinter, tales como Tiempo de fiesta (Party Time, 1991), Luz de luna (Moonlight, 1993), Cenizas a las cenizas (Ashes to Ashes, 1996), y Celebración (Celebration, 2000), incorporan algunas de las características de su dramaturgia de la «memoria» por su enfoque sobre el pasado dentro del presente, pero tienen resonancias personales y políticas, y otras diferencias tonales, comparado a las obras anteriores.

#### Obras y sketches politizadas (1980–2000)
Tras un período de tres años de sequía creativa durante la década de 1980, después de su matrimonio con Antonia Fraser y la muerte de Vivien Merchant, las obras de teatro de Pinter mostraron una tendencia a ser más cortas y más abiertamente politizadas, sirviendo como críticas a la opresión, la tortura, y otros abusos de los derechos humanos, vinculados por la aparente «invulnerabilidad del poder». En 1979, justo antes de este híatus, Pinter redescubrió el manuscrito de El invernadero, escrito en 1958 pero dejado de lado; La revisó y luego dirigió su primera producción en el Hampstead Theatre en Londres en 1980. Al igual que sus obras de la década de 1980, El invernadero se preocupa con el autoritarismo y los abusos del poder político, pero también es una comedia, al igual que sus anteriores comedias de amenaza. En una producción de 1995 en el Teatro Minerva de Chichester, Pinter desempeñó el papel de Roote, uno de los papeles más importantes de la obra.
El corto sketch dramático Precisamente (Precisely, 1983) es un duólogo entre dos burócratas que exploran la absurda política de poder de la aniquilación nuclear mutua y disuasión. Su primera obra de teatro manifiestamente politizada es La última copa (One for the Road, 1984). En 1985 Pinter dijo que mientras que sus obras anteriores presentaron metáforas de poder e impotencia, las posteriores presentaron realidades literales de poder y su abuso. «El teatro político de Pinter dramatiza la interacción y el conflicto de los polos opuestos del compromiso y desprendimiento». El lenguaje de la montaña (Mountain Language, 1988) trata de la supresión de la lengua kurda en Turquía. El sketch dramático El Nuevo Orden Mundial (The New World Order, 1991) evoca lo que Robert Cushman, escribiendo en The Independent describe como «10 minutos atormentadores» de dos hombres amenazando con torturar a un tercer hombre que se encuentra con los ojos vendados, amordazado y atado en una silla; Pinter dirigió la producción en Royal Court Theatre Upstairs, donde se estrenó el 9 de julio de 1991; en 1994 la producción se trasladó a Washington D. C..  La  sátira política Tiempo de fiesta (Party Time, 1991) se estrenó en el Almeida Theatre en Londres, en un doble cartel con El lenguaje de la montaña. En 1992 Pinter adaptó la obra en un guion para la televisión, dirigiendo la producción de la primera emisión en el Reino Unido en Channel 4 el 17 de noviembre de 1992.
Entrelazando intereses políticos y personales, sus siguientes obras mayores, Luz de luna (Moonlight, 1993) y  Cenizas a las cenizas (Ashes to Ashes, 1996) se sitúan en hogares y se centran en la agonía y la muerte; en sus conversaciones personales en Cenizas a las cenizas, Devlin y Rebecca hacen alusión a atrocidades no especificadas relacionadas con el holocausto. Después de experimentar la muerte de su madre primero (1992) y luego su padre (1997), de nuevo fusionando lo personal y lo político, Pinter escribió los poemas «Death» (1997) y «The Disappeared» (1998).
La última obra de teatro de Pinter, Celebración (Celebration, 2000), es una sátira social situada en un restaurante elegante, que satiriza The Ivy, un local de moda en el distrito del West End Theatre de Londres, y sus clientes que «acaban de llegar de las actuaciones de ópera o ballet. No es que pueden recordarse de una maldita cosa sobre lo que vieron, ni siquiera los títulos.  [Estas] almas doradas y malhabladas son tan miopes cuando se trata de sus propios compañeros de mesa (y para el caso, su comida), con conversaciones que suelen conectarse sólo en la superficie, en su caso».
Superficialmente puede parecer que la obre tenga un menor número de resonancias abiertamente políticas que algunas de las obras de la década de 1980 y 1990; pero sus personajes masculinos centrales, dos hermanos de llamados Lambert y Matt, son miembros de la élite (al igual que los hombres a cargo en Party Time), que se describen como «asesores en estrategias de paz [porque] no llevamos armas».  En la siguiente mesa, Russell, un banquero, se describe como una «personalidad totalmente perturbada... un psicópata» mientras que Lambert «jura ser reencarnado como "[una] persona más civilizada, [una] persona más gentil, [una] persona mejor"».  El exterior engañosamente suave de estos personajes oculta su extrema crueldad. Celebración evoca los ya familiares contextos políticos «pintorescos»: «Los bocazos lujosos en 'Celebración' ... y los murmuradores más tranquilos de la clase trabajadora en 'La habitación' ... tienen todo en común bajo la superficie». «El dinero permanece al servicio del poder atrincherado, y los hermanos en la pieza son 'asesores de estrategia' cuyos empleos implican la coerción y la violencia ... Es tentador, pero incorrecto, de equiparar las inversiones de energía cómica de la conducta social en Celebración con un cambio duradero en las estructuras políticas mayores», de acuerdo a Grimes, para quien la obra de Pinter evoca pesimismo sobre la posibilidad de cambiar el status quo.  Sin embargo, como lo muestran los recuerdos increíbles y a menudo cómicos del camarero acerca de su abuelo en Celebración, las últimas obras de teatro de Pinter también evocan algunos aspectos expresionistas de sus obras de «teatro de memoria» anteriores, en tanto que se remonta a su «comedias de amenaza», como se ilustra en los personajes y en el discurso final del camarero:

Mi abuelo me introdujo al misterio de la vida y todavía estoy en medio de ello. No puedo encontrar la puerta para salir. Mi abuelo salió. Lo dejó de una vez. Lo dejó y no miró atrás. Tenía toda la razón. Y me gustaría hacer una interjección adicional.
 Se detiene.  Lento desvanecimiento.

En 2000-2001, se llevaron a cabo las producciones simultáneas de Remembrance of Things Past, una adaptación teatral del guion inédito del Guion de Proust, escrito en colaboración con, y dirigido por Di Trevis, y una nueva producción de El cuidador dirigida por Patrick Marber y protagonizada por Michael Gambon, Rupert Graves y Douglas Hodge.
Al igual que Celebración, el penúltimo sketch titulado Conferencia de prensa (Press Conference, 2002), «invoca tanto la tortura como la frágil existencia circunscrita de la disidencia».  En su estreno en el Royal National Theatre, a pesar de su tratamiento de quimioterapia, Pinter jugó el papel del ministro despiadado, dispuesto a asesinar a los niños pequeños en beneficio del «Estado».

### Como guionista
Pinter compuso veintisiete guiones para el cine y la televisión, muchos de los cuales fueron realizados en filme, o adaptados como obras de teatro. Su fama como guionista comenzó con tres guiones escritos para películas dirigidas por Joseph Losey, lo que resultó en una estrecha amistad: El sirviente (1963), basada en la novela de Robin Maugham; Accident (1967), adaptado de la novela de Nicholas Mosley; y El mensajero (1970), basado en la novela de L. P. Hartley.  Películas basadas en adaptaciones de Pinter de sus propias obras de teatro incluyen:  El cuidador (1963), dirigida por Clive Donner; La fiesta de cumpleaños (1968), dirigida por William Friedkin; Retorno al hogar (1973), dirigida por Peter Hall; y Traición (1983), dirigida por David Jones.
Pinter también adaptó novelas de otros escritores en guiones, incluyendo Siempre estoy sola (1964), basado en la novela de Penelope Mortimer y dirigido por Jack Clayton; The Quiller Memorandum (1966), de la novela de espías 1965 The Berlin Memorandum por Elleston Trevor, dirigido por Michael Anderson; El último magnate (1976), de la novela inconclusa de F. Scott Fitzgerald, dirigido por Elia Kazan; La mujer del teniente francés (1981), de la novela de John Fowles, dirigido por Karel Reisz; Turtle Diary (1985), basado en la novela de Russell Hoban; The Heat of the Day (1988), un telefilme de la novela de 1949 de Elizabeth Bowen; The Comfort of Strangers (1990), de la novela de Ian McEwan, dirigido por Paul Schrader; y El juicio (1993), de la novela de Franz Kafka, dirigido por David Jones.
Entre sus guiones encargados de las obras de otros, los que escribió para las películas The Handmaid's Tale (1990), Lo que queda del día (1990), y Lolita (1997) permanecen sin publicar, y en el caso de las dos últimas películas, sin créditos, aunque se utilizaron varias escenas o aspectos de sus guiones en las películas acabadas.  Los guiones de Remembrance of Things Past (1972), Victory (1982), y The Dreaming Child (1997), y su guion inédito The Tragedy of King Lear (2000) no se realizaron en filme. Sin embargo, una parte del Guion de Proust fue realizada en la película Swann in Love (Un amour de Swann) de 1984, dirigida por Volker Schlöndorff, y el guion también fue adaptado por Michael Bakewell para una emisión de radiodrama de dos horas en la BBC Radio 3 en 1995,; en 2000 Pinter y el director Di Trevis colaboraron en la adaptacíon del guion para una producción en el Teatro Nacional.
El último guion filmado de Pinter fue una adaptación de la obra de teatro -ganadora del Premio Tony de 1970- La huella, dirigida por Anthony Shaffer, quien fue encargado por Jude Law, uno de los productores de la película. Fue la base para la película La huella de 2007, dirigida por Kenneth Branagh.  Los guiones de La mujer del teniente francés y traición fueron nominados para Oscares en 1981 y 1983, respectivamente.

### 2001–2008

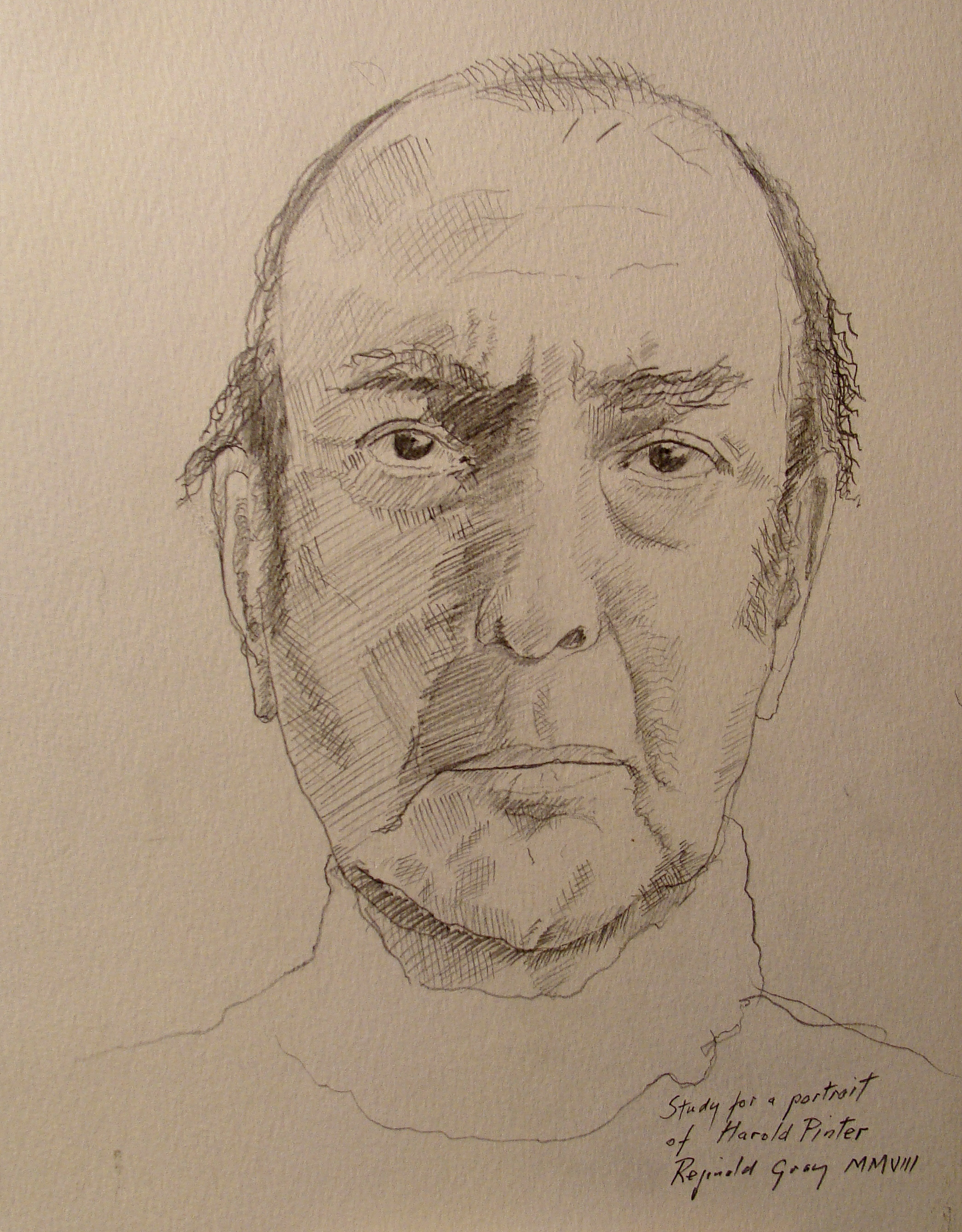
Dibujo de Pinter por Reginald Gray, 2007. (New Statesman, 12 de enero de 2009)

Del 16 al 31 de julio de 2001, un Festival dedicado a la obra de Harold Pinter, dirigido por Michael Colgan, el director artístico del Gate Theatre en Dublín, se llevó a cabo como parte del festival anual del Lincoln Center en la ciudad de Nueva York. Pinter participó como actor, en el papel de Nicolas en La última copa, y como director de una doble programación emparejando su última obra, Celebración, con su primera obra, La habitación.
Como parte del «Homenaje a Harold Pinter» de dos semanas en el marco del Festival Mundial de Líderes del genio creativo, celebrado del 24 septiembre al 30 de octubre de 2001 en el Centro Harbourfront en Toronto, Canadá, Pinter presentó una lectura dramática de Celebración (2000) y participó en una entrevista pública en el ámbito del Festival Internacional de Autores.
En diciembre de 2001, Pinter fue diagnosticado con cáncer de esófago, y en 2002 se sometió a cirugía y quimioterapia.  En el curso de su tratamiento dirigió una producción de su obra de teatro tierra de nadie, y escribió y actuó en un nuevo sketch titulado «Press Conference», para una producción de sus sketches dramáticos en el Teatro Nacional; y a partir de 2002 era cada vez más activo en causas políticas, escribiendo y presentando poesía politizada, ensayos, discursos, además de ser involucrado en el desarrollo de las adaptaciones de sus de sus dos últimos guiones, The Tragedy of King Lear y La huella, cuyos borradores se encuentran en el  Archivo Harold Pinter de la Biblioteca Británica (Add MS 88880/2).
Del 9 a 25 de enero de 2003, el Manitoba Theatre Centre, en Manitoba, Canadá, celebró una PinterFest en la cual una docena de compañías de teatro realizaron más de 130 actuaciones de doce de las obras de Pinter. Entre las producciones realizadas se incluyeron El invernadero, Escuela nocturna, El amante, El montaplatos, Retorno al hogar, La fiesta de cumpleaños, Monólogo, La última copa, El cuidador, Cenizas a las cenizas, Celebración y Tierra de nadie.
En 2005, Pinter declaró que había dejado de escribir obras de teatro y que se dedicaría más a su activismo político y a la poesía: «Creo que escribí veintinueve obras de teatro. Pienso que es suficiente para mí... Mis fuerzas van en distintas direcciones—En los últimos años hice una serie de discursos políticos en varios lugares y ceremonias... Estoy utilizando mucha energía más específicamente en asuntos políticos, los cuales, creo, son muy, muy preocupantes en la situación actual». Esta poesía posterior incluyó entre otros «The 'Special Relationship'», «Laughter», y «The Watcher».
Desde 2005, Pinter sufrió de problemas de salud, incluyendo una rara enfermedad de la piel llamada pénfigo y «una forma de septicemia que afectó sus pies y dificultó el caminar».  Sin embargo, logró terminar el guion para la película La huella en 2005.  Su última obra dramática para radio, Voices (2005), en colaboración con el compositor James Clarke, fue una adaptación en música de obras selectas de Pinter que se estrenó en BBC Radio 3 el 10 de octubre de 2005, el día de sus cumpleaños.  Tres días después, se anunció que había ganado el Premio Nobel de la Literatura de 2005.
En una entrevista con Pinter en 2006, realizada por el crítico literario Michael Billington como parte del programa cultural de los Juegos Olímpicos de Turín 2006, Pinter confirmó que se limitaría a escribir poesía, y no obras de teatro.  En respuesta, el público gritó No al unísono, instándolo a seguir escribiendo.  Junto con el simposio internacional sobre Pinter: Passion, Poetry, Politics (Pasión, Poesía, Política), comisariado por Billington, los acontecimientos del Premio de Teatro Europa 2006 celebrando Pinter incluyeron nuevas producciones (en francés) de Precisamente (1983), La última copa (1984), El lenguaje de la montaña (1988), El nuevo orden mundial (1991), Tiempo de fiesta (1991), y Conferencia de prensa (2002) (versiones en francés de Jean Pavans); así como Pinter Plays, Poetry & Prose, una noche de lecturas dramatizadas, dirigida por Alan Stanford del Gate Theatre de Dublín. En junio de 2006, la Academia Británica de las Artes Cinematográficas y de la Televisión (BAFTA) organizó una celebración de las películas de Pinter comisariada por su amigo, el dramaturgo David Hare. Hare presentó la selección de fragmentos de películas diciendo: «Saltar de nuevo en el mundo de las películas de Pinter... es recordarse de un cine de masas letrado, enfocado tanto como el de Bergman en el rostro humano, en el que la tensión se mantiene por una mezcla cuidadosamente diseñada de la imagen y el diálogo».
En septiembre de 2006, después de regresar a Londres desde el Edinburgh International Book Festival, Pinter comenzó a ejercer por su interpretación del papel de Krapp en el monólogo la última cinta de Krapp de Samuel Beckett, que realizó el mes siguiente desde una silla de ruedas motorizada, en una producción limitada en el Royal Court Theatre ante salas llenas y reseñas críticas «extáticas». La producción sólo conoció nueve actuaciones, y se realizó en el marco de la celebración del aniversario de los cincuenta años de la Royal Court Theatre; las entradas se agotaron en cuestión de minutos desde la apertura de la taquilla, y los boletos generaron largas sumas para los revendedores de entradas.  Una de las actuaciones fue filmada y transmitida en BBC Four el 21 de junio de 2007, y también proyectado posteriormente como parte de la conmemoración PEN en homenaje a Pinter, el 2 de mayo de 2009 en Nueva York.
En octubre y noviembre de 2006, los teatros de Sheffield albergaron 7 obras de Pinter, incluyendo El cuidador, Voces, tierra de nadie, Family Voices, Tea Party, La habitación, La última copa, y El montaplatos, así como películas (la mayoría de sus guiones, y algunos en los que Pinter aparece como actor).
En febrero y marzo de 2007 se celebró el aniversario de los cincuenta años de El montaplatos con la producción de la obra en Trafalgar Studios. En febrero de 2007, se mostró la versión cinematográfica de John Crowley Celebración (2000)  en More 4 (Channel 4, Reino Unido). El 18 de marzo de 2007, BBC Radio 3 transmitió una nueva producción radiofónica de The Homecoming, dirigida por Thea Sharrock y producida por Martin J. Smith, con Pinter realizando el papel de Max (por primera vez, había jugado previamente Lenny en el escenario en 1964). En julio de 2007, una nueva producción de El invernadero fue realizada en el Teatro Nacional en Londres, así como una nueva producción de Traición en el Donmar Warehouse, dirigida por Roger Michell.
Entre las obras producidas en 2008 aparece el estreno estadounidense de The Homecoming en Broadway, dirigida por Daniel J. Sullivan.  De 8 a 24 de mayo de 2008, el Lyric Hammersmith celebró el aniversario de los cincuenta años de La fiesta de cumpleaños con realizaciones de la obra y acontecimientos relacionados, incluyendo un espectáculo con una recepción ofrecida por Harold Pinter el 19 de mayo de 2008, exactamente cincuenta años después del estreno de la obra en Londres en el mismo lugar.

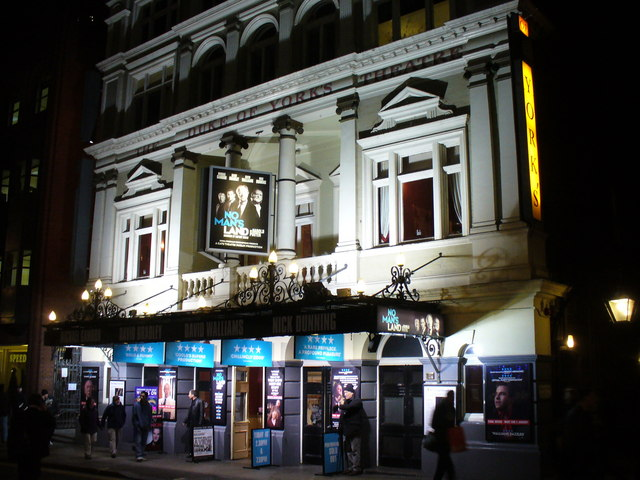
Tierra de nadie realizado en Duke of York's Theatre, el 30 de diciembre de 2008.

La última obra realizada durante la vida de Pinter fue una producción de tierra de nadie dirigida por Rupert Goold, realizada en el Gate Theatre de Dublín en agosto de 2008, y luego transferida al Duke of York's Theatre en Londres, donde fue realizada hasta el 3 de enero de 2009.
El lunes antes de la Navidad de 2008, Pinter fue admitido al Hospital de Hammersmith, donde murió de cáncer de hígado en la víspera de Navidad.  El 26 de diciembre de 2008, cuando la tierra de nadie volvió a abrir en el Duke of York Theatre, los actores rindieron homenaje a Pinter desde el escenario, ocasión en la cual el actor Michael Gambon leyó el monólogo de Hirst sobre su «álbum de fotos» del segundo acto, el cual Pinter le había pedido de leer en su funeral, terminando con una ovación de pie por parte del público, muchos de los cuales estaban llorando:

Podría incluso mostrarle mi álbum de fotografías. Podría incluso suceder que viera en él algún rostro que le recordara el suyo, lo que antes había sido. Podría ocurrir que viera rostros de otros, en la sombra, o mejillas de otros, dándose la vuelta, o mandíbulas, o nucas. U ojos, oscuros bajo sombreros, que podrían recordarle a otras personas que había conocido, que creía habían fallecido hace mucho tiempo. Pero de las cuales aún recibirá una mirada de reojo, si sabe enfrentarse al fantasma bueno. Acepte el amor del fantasma bueno. Ellos poseen toda aquella emoción… atrapada. Quítese el sombrero ante ellos. No le quepa la menor duda de que eso no los liberará, pero quién sabe… qué alivio… les dé quizás… quién sabe cómo pueden reanimarse… en sus cadenas, en sus jarrones de cristal. ¿Le parece cruel… apremiarlos cuando están sujetos, encarcelados? No… no. Profundamente, profundamente, desean responder a su tacto, a su mirada, y cuando usted sonríe, su alegría… es ilimitada. Y por eso le digo: tratemos a los muertos con la misma ternura con la que querríamos ser tratados, ahora mismo, en lo que describiríamos como nuestra vida.

## Sucesos póstumos

### Funeral
El funeral de Pinter fue una ceremonia secular privada de media hora, conducida ante su tumba en Kensal Green Cemetery el 31 de diciembre de 2008. Las ocho lecturas, previamente seleccionadas por Pinter, incluyeron pasajes de siete de sus propios escritos y del relato «Los muertos», de James Joyce, leído por la actriz Penelope Wilton. Michael Gambon leyó el discurso «Photo album» (álbum de fotos) de Tierra de nadie y tres otras lecturas, incluyendo el poema «Death» (Muerte, 1997). Otras lecturas homenajearon la viuda de Pinter, o su amor por el cricket.  La ceremonia contó con la presencia de muchas personas notables del mundo del teatro, incluyendo Tom Stoppard, pero no con la presencia del hijo de Pinter, Daniel Brand. Al final, la viuda de Pinter, Antonia Fraser, dio un paso adelante a su tumba y citó el discurso de Horacio después de la muerte de Hamlet: «Goodnight, sweet prince, / And flights of angels sing thee to thy rest».

### Homenajes conmemorativos
La noche antes del entierro de Pinter, se apagaron las luces de las marquesinas de los teatros de Broadway durante un minuto en homenaje a Pinter, y el 3 de enero de 2009, en la noche final de la Tierra de nadie en el Duke of York's Theatre, todo los teatros del Teatro Ambassador en el West End atenuaron sus luces durante una hora en honor al dramaturgo.
Diane Abbott, el miembro del parlamento representando al distrito de Hackney Norte y Stoke Newington, propuso una moción temprana en la Cámara de los Comunes para apoyar una campaña de los residentes para restaurar el teatro de cine de Clapton, construido en Lower Clapton Road en 1910, y convertirlo en un monumento para Pinter «en honor a este muchacho de Hackney que se convirtió en gran literario».  El 2 de mayo de 2009, se realizó un homenaje funeral público libre en el Graduate Center de la Universidad de la Ciudad de Nueva York. Era parte de la 5.º Festival Internacional PEN World Voices, que se llevó a cabo en la Ciudad de Nueva York. Otra celebración conmemorativa, que tuvo lugar en el Olivier Theatre en Londres en la noche del 7 de junio de 2009, consistió en fragmentos y lecturas de los textos de Pinter por cerca de tres docenas de actores, muchos de los cuales eran sus amigos y asociados, incluyendo: Eileen Atkins, David Bradley, Colin Firth, Henry Goodman, Sheila Hancock, Alan Rickman, Penelope Wilton, Susan Wooldridge, y Henry Woolf;  un grupo de estudiantes de la London Academy of Music and Dramatic Art, dirigido por Ian Rickson.
El 16 de junio de 2009, Antonia Fraser abrió oficialmente una sala conmemorativa en la Hackney Empire Theatre. El teatro también creó una residencia de escritor en nombre de Pinter.  La mayor parte de la edición del número 28 de la revista de artes Areté de Craig Raine, fue dedicado a fragmentos recordando Pinter, comenzando con un inédito poema de amor de 1987, dedicado «Para Antonia», y su poema «Paris», escrito en 1975 (el año en que él y Fraser comenzaron a vivir juntos), seguido de breves memorias de algunos de los asociados y amigos de Pinter, incluyendo Patrick Marber, Nina Raine, Tom Stoppard, Peter Nichols, Susanna Gross, Richard Eyre, y David Hare.
El 27 de septiembre de 2009, se llevó a cabo un partido de cricket conmemorativo en Lord's Cricket Ground entre el Gaieties Cricket Club y el Lord's Taverners, seguido de presentaciones de poemas de Pinter y extractos de sus obras de teatro.
En 2009, la PEN inglesa estableció el Premio PEN/Pinter que se otorga anualmente a un escritor británico o residente en Gran Bretaña, que, en palabras del discurso Nobel de Pinter, arroja una mirada «inquebrantable, firme» sobre el mundo, y muestra una «fiera determinación intelectual... para definir la auténtica verdad de nuestras vidas y de nuestras sociedades». El premio es compartido con un escritor internacional de coraje. Los primeros ganadores del premio fueron Tony Harrison y el poeta y comediante birmano Maung Thura (Zarganar).

### Being Harold Pinter
En enero de 2011 el Belarus Free Theatre realizó Being Harold Pinter (Ser Harold Pinter), un collage teatral de fragmentos dramáticos de las obras de Pinter, su Conferencia del Premio Nobel, y cartas de presos de Bielorrusia, el cual recibió mucha atención en los medios de prensa. Debido a una campaña del gobierno de Bielorrusia contra los artistas disidentes, los miembros del Free Theatre tuvieron que salir clandestinamente de Minsk para poder realizar su producción en Nueva York en un acto de dos semanas en La MaMa, como parte del Under the Radar Festival de 2011. En una representación benéfica adicional en el Public Theater, co-organizada por los dramaturgos Tony Kushner y Tom Stoppard, las cartas de los prisioneros fueron leídos por diez artistas invitados: Mandy Patinkin, Kevin Kline, Olympia Dukakis, Lily Rabe, Linda Emond, Josh Hamilton, Stephen Spinella, Lou Reed, Laurie Anderson, y Philip Seymour Hoffman.  En solidaridad con el Free Theatre de Bielorrusia, otros actores y compañías de teatro realizaron lecturas adicionales a lo largo de los Estados Unidos en el marco de Being Harold Pinter.

### Harold Pinter Theatre, Londres
En septiembre de 2011, el Ambassador Theatre Group (ATG) –los dueños del British Theatre– anunciaron su decisión de renombrar el Comedy Theatre de Londres en The Harold Pinter Theatre. Howard Panter, el CEO adjunto y director creativo de ATG dijo a la BBC, «La obra de Pinter se ha convertido en una parte integral de la historia del Comedy Theatre. El cambio de nombre de uno de nuestros teatros más exitosos del West End es un merecido homenaje a un hombre que dejó una marca tan grande en el teatro británico, que a lo largo de su carrera de cincuenta años fue reconocido como uno de los dramaturgos británicos modernos más influyentes».

## Obra selecta

### Obras de teatro
- The Room (1957) -- La habitación
- The Birthday Party (1957) -- La fiesta de cumpleaños
- The Dumb Waiter (1957) -- El montaplatos
- A Slight Ache (1958) -- Un ligero malestar o Un leve dolor
- The Hothouse (1958) -- El invernadero
- The Caretaker (1959) -- El cuidador
- A Night Out (1959) -- Una noche de juerga
- Night School (1960) -- Escuela nocturna
- The Dwarfs (1960) -- Los enanos
- The Collection (1961) -- La colección
- The Lover (1962) -- El amante
- Tea Party (1964)
- The Homecoming (1964) -- Retorno al hogar
- The Basement (1966) -- El sótano
- Landscape (1967) -- Paisaje
- Silence (1968) -- Silencio
- Old Times (1971) -- Viejos tiempos
- Monologue (1972) -- Monólogo
- No Man's Land (1974) -- Tierra de nadie
- Betrayal (1978) -- Traición
- Family Voices (1980) -- Voces de la familia
- A Kind of Alaska (1982) -- Una especie de Alaska
- Victoria Station (1982) -- Estación Victoria
- One for the Road (1984) -- La última copa
- Mountain Language (1988) -- El lenguaje de la montaña
- The New World Order (1991) -- El nuevo orden mundial
- Party Time (1991) -- Tiempo de fiesta
- Moonlight (1993) -- Luz de luna
- Ashes to Ashes (1996) -- Cenizas a las cenizas o Polvo eres
- Celebration (1999) -- Celebración
- Remembrance of Things Past (2000) [adaptación para escenario de The Proust Screenplay; en colaboración con Di Trevis]

### Prosa
- «Kullus» (1949)
- The Dwarfs (novela) (escrita entre 1952 y 1956; revisada y publicada en 1990)
- «Latest Reports from the Stock Exchange» (1953)
- «The Black and White» (1954–55)
- «The Examination» (1955)
- «Tea Party» (1963)
- «The Coast» (1975)
- «Problem» (1976)
- «Lola» (1977)
- «Short Story» (1995)
- «Girls» (1995)
- «Sorry About This» (1999)
- «Tess» (2000)
- «Voices in the Tunnel» (2001)
- «The Mirror» (2007)

### Poesía
- Poems (1971)
- I Know the Place (1977)
- Poems and Prose 1949–1977 (1978)
- Ten Early Poems (1990)
- Collected Poems and Prose (1995)
- «The Disappeared» and Other Poems (2002)
- Poems by Harold Pinter Chosen by Antonia Fraser.[184]
- Six Poems for A.[185]

## Honores
Fue miembro honorario de la National Secular Society, compañero de la Royal Society of Literature, y miembro honorario de la Modern Language Association of America (1970), En 1996 fue nombrado CBE y se convirtió en Compañero de Honor en 2002, después de haber declinado el título de caballero en 1996. En 1995, recibió el Premio David Cohen, en reconocimiento al conjunto de su obra literaria. En 1996, recibió el Premio Especial Laurence Olivier por su destacada trayectoria en el teatro. En 1997 se hizo socio de la Academia Británica de Cine y Televisión (BAFTA). En octubre de 2001 recibió el Premio Líderes Mundiales en la categoría «genio creativo», en el marco de una semana de «Homenaje» en Toronto. En 2004 recibió el Premio de Poesía  «Wilfred Owen» por su «contribución a la literatura», y 'específicamente por su colección de poesía titulada War (Guerra), publicada en 2003'». En marzo de 2006, fue galardonado con el Premio Europa del Teatro en reconocimiento trayectoria en el teatro. Junto con la otorgación de ese premio, el crítico Michael Billington coordinó una conferencia internacional sobre Pinter, titulada Passion, Poetry, Politics, celebrada en Turín, Italia, del 10 al 14 de marzo de 2006, a la que asistieron académicos y críticos literarios de Europa y América. En 2005 recibió el Premio Franz Kafka.
En octubre de 2008, la Central School of Speech and Drama anunció que Pinter había accedido a ser su presidente y le otorgó un beca honoraria en su ceremonia de graduación. Pinter comentó: «Fui estudiante de la Central en 1950-1951, disfruté mucho de mi estancia allí y estoy encantado de ser presidente de una tan destacada institución». Pero tuvo que recibir este título honorífico, el duodécimo, in absentia debido a problemas de salud.  Su presidencia de la escuela fue breve, y murió dos semanas después de la ceremonia de graduación, el 24 de diciembre de 2008.

### Premio Nobel
El 13 de octubre de 2005, la Academia Sueca anunció su decisión de otorgar el Premio Nobel de Literatura para ese año a Pinter, comentando que «en sus obras se descubre el precipicio bajo la irrelevancia cotidiana y las fuerzas que entran en confrontación en las habitaciones cerradas». Su elección instigó una cierta controversia pública y críticas en relación con las características de la obra de Pinter y sus puntos de vista políticos.  Al ser entrevistado ese día acerca de su reacción al anuncio, Pinter dijo: «Me dijeron hoy que uno de los canales de Sky declaró esta mañana que "Harold Pinter ha muerto". Luego cambiaron de parecer y dijeron, "No, que ha ganado el premio Nobel". Así que me he resucitado de los muertos». La ceremonia de la entrega del Premio Nobel, y acontecimientos relacionados en Escandinavia, se llevaron a cabo en diciembre de 2005. Pinter había planeado viajar a Estocolmo para presentar su conferencia Nobel en persona. Sin embargo, en noviembre de 2005 fue diagnosticado con una infección grave y su médico le prohibió viajar. En su lugar el editor de Pinter, Stephen Page del editorial Faber and Faber, aceptó el diploma y la medalla del premio durante la ceremonia en Suecia.
Aunque todavía estaba recibiendo tratamiento en el hospital, Pinter grabó su Conferencia Nobel, «Art, Truth and Politics», en un estudio de Channel 4. Fue proyectada en tres grandes pantallas en la Academia Sueca en la noche del 7 de diciembre de 2005, y transmitido esa misma noche en More 4 en el Reino Unido.  La conferencia de 46 minutos fue introducida en la televisión por David Hare. Posteriormente, el texto y el vídeo (sin la introducción de Hare) fueron publicados en las páginas web oficiales del Premio Nobel y Academia Sueca. También ha sido publicada en un DVD.
Pinter citó al Padre John Metcalf quien habló con Raymond Seitz, un diplomático de alto rango de la embajada estadounidense en Londres: «Mis parroquianos construyeron una escuela, un centro de salud, un centro cultural. Hemos vivido en paz. Hace unos meses, un grupo de la Contra atacó la parroquia. Destruyeron todo: la escuela, el centro de salud, el centro cultural. Violaron a las enfermeras y las maestras, asesinaron a los médicos, de la manera más brutal. Se comportaron como salvajes. Por favor, exija que el gobierno de EE. UU. retire su apoyo a esta horrible actividad terrorista». Seitz respondió: «Déjame decirle algo. En la guerra, la gente inocente siempre sufre».
Pinter llamó la invasión de Irak por los Estados Unidos «una acción militar arbitraria basada en una serie de mentiras sobre mentiras y burda manipulación de los medios de comunicación y por lo tanto de la opinión pública», y condenó al gobierno británico por su cooperación.
La conferencia de Pinter recibió amplia atención en los medios impresos y en línea, y provocó debate y muchos comentarios, y algunos analistas acusaron a Pinter de «anti-americanismo». Sin embargo, en su conferencia Nobel, Pinter destaca que su crítica está dirigida a las políticas y prácticas de los gobiernos estadounidenses (y los que votaron por ellos), no a todos los ciudadanos estadounidenses, muchos de los cuales, afirma Pinter, son «manifiestamente asqueados, avergonzados y indignados por las acciones de su gobierno».

### Legión de Honor
El 18 de enero de 2007, el primer ministro francés Dominique de Villepin presentó el más alto honor civil de Francia, la Legión de Honor, a Pinter en una ceremonia en la Embajada de Francia en Londres. De Villepin elogió el poema «American Football» («Fútbol Americano», 1991) diciendo: «Con su violencia y su crueldad, es para mí una de las imágenes más precisas de la guerra, una de las metáforas más elocuentes de la tentación del imperialismo y la violencia».  En respuesta, Pinter elogió la oposición de Francia a la guerra en Irak. Villepin terminó diciendo: «El poeta se detiene y observa lo que no merece la atención de otros hombres. La poesía nos enseña cómo vivir y usted, Harold Pinter, nos enseña cómo vivir». Dijo que Pinter recibió el premio especialmente «porque al tratar de capturar todas las facetas del espíritu humano, [su] obra responde a las aspiraciones de la opinión pública francesa, y su sabor para la comprensión del hombre y de lo que es verdaderamente universal». Lawrence Pollard señaló que «el premio al gran dramaturgo destaca cuánto el Sr. Pinter es admirado como modelo del intelectual radical intransigente en países como Francia».

## Respuesta académica
Algunos académicos y críticos cuestionaron la validez de las críticas de Pinter a lo que denomina «los modos de pensar de aquellos en el poder» o están en desacuerdo con los puntos de vista retrospectivos sobre su obra. En 1985, Pinter recordó que la objeción de conciencia fue el resultado de ser «terriblemente perturbado por la Guerra Fría como joven. Y el macartismo ... Una profunda hipocresía. 'Ellos' los monstruos, 'nosotros' los buenos. En 1948, la represión rusa de Europa del Este fue un hecho evidente y brutal, pero estuve convencido entonces, como lo estoy ahora, que tenemos la obligación de someter nuestras propias acciones y actitudes a un escrutinio crítico y moral equivalente». Existe consenso entre los académicos que la representación dramática de las relaciones de poder en la obra de Pinter resulta de este escrutinio.
La aversión de Pinter a cualquier tipo de censura por parte de «las autoridades» se resume en la línea de Petey al final de La fiesta de cumpleaños. Cuando Stanley, descompuesto y reconstituido, está llevado por las figuras de autoridad Goldberg y McCann, Petey grita, «Stan, no dejes que te digan qué hacer!»
Pinter dijo a Gussow en 1988: «Viví esa línea toda mi maldita vida. Nunca más que ahora». El ejemplo de la firme oposición de Pinter a lo que llamó «los modos de pensamiento de aquellos en el poder» —La «pared» de las «mentes» perpetuando el «status quo»— infundió el «gran pesimismo político» que algunos críticos académicos percibieron en su obra artística, su «ahogando paisaje» de duras realidades contemporáneas, con alguna «esperanza de la restauración de la dignidad del ser humano».
Tal como David Jones, un viejo amigo de Pinter, lo recordó a críticos dramáticos y estudiosos de inclinación analítica, Pinter fue uno de los «grandes escritores humorísticos»: 

Para los artistas y el público, la trampa con la obra de Harold, es abordarla con demasiado seriedad o portancia. Siempre he tratado de interpretar sus obras de teatro con tanto humor y humanidad como sea posible. Siempre hay travesura acechando en los rincones más oscuros. El mundo de El cuidador es desolado, sus personajes dañados y solitarios. Pero todos van a sobrevivir.  Y en su danza para ello, muestran una vitalidad frenética y un irónico sentido del ridículo que equilibra la angustia y la risa. Gracioso, pero no demasiado gracioso. Tal como escribió Pinter en 1960: «En lo que me concierne El cuidador ES divertido, hasta cierto punto. Más allá de ese punto, deja de ser divertido, y es por ese punto que lo escribí».
  Sus conflictos dramáticos presentan serias implicaciones para sus personajes y sus audiencias, lo que lleva al cuestionamiento sostenido sobre «el punto» de su obra y varias «estrategias críticas» para el desarrollo de interpretaciones y análisis estilísticos de la misma.

## Colecciones de Pinter
Los manuscritos y las cartas inéditas de Pinter se conservan en el Harold Pinter Archive en la División de Manuscritos Literarios Modernos de la Biblioteca Británica. Colecciones menores de los manuscritos de Pinter se encuentran en el Harry Ransom Humanities Research Center de la Universidad de Texas en Austin; The Lilly Library, Universidad de Indiana Bloomington; Mandeville Special Collections Library, Geisel Library, en la University of California, San Diego; British Film Institute, en Londres; y la Margaret Herrick Library, Pickford Center for Motion Picture Study, Academy of Motion Picture Arts and Sciences, Beverly Hills, California.